# Arcuator deemingi
Arcuator deemingi är en tvåvingeart som beskrevs av Curtis W. Sabrosky 1985. Arcuator deemingi ingår i släktet Arcuator och familjen fritflugor.
Artens utbredningsområde är Namibia. Inga underarter finns listade i Catalogue of Life.